# Référendum de 2020 sur la création d'une nouvelle tranche d'impôt en Arizona
Un référendum sur la création d'une nouvelle tranche d'impôt a lieu le 3 novembre 2020 en Arizona. La population est amenée à se prononcer sur une proposition de loi d'initiative populaire, dite Proposition 208, visant à créer une nouvelle tranche d’impôt de 3,5 % sur les revenus annuels d'entre 250 000 et 500 000 dollars, et à en dédié les gains aux programmes éducatifs et aux salaires des professeurs de l'état.

## Résultats
| Choix                     | Votes     | %     |
| ------------------------- | --------- | ----- |
| Pour                      | 1 675 810 | 51,75 |
| Contre                    | 1 562 639 | 48,25 |
|                           |           |       |
| Votes valides             | 3 238 449 | 94,68 |
| Votes blancs et invalides | 182 116   | 5,32  |
| Total                     | 3 420 565 | 100   |
| Abstention                | 860 587   | 20,10 |
| Inscrits/Participation    | 4 281 152 | 79,90 |

| Pour 1 675 810 (51,75 %) |  |  | Contre 1 562 639 (48,25 %) |
| ▲                        |  |  |                            |
| Majorité absolue         |  |  |                            |